# Colletes willistoni
Colletes willistoni är ett solitärt bi som beskrevs av Robertson 1891. Det ingår i släktet sidenbin och familjen korttungebin. Inga underarter finns listade i Catalogue of Life.

## Utseende
Ett litet bi, honan är omkring 9 mm lång, hanen 8 mm. Grundfärgen är övervägande svart, även om honan har brunaktiga antenner. Huvud och mellankropp har kort, ljusgrå behåring. Tergiterna (ovansidans bakkroppssegment) har ljusgrå hårband.

## Ekologi
Arten flyger under maj till juni till blommande växter från löksläktet bland lökväxter, lyktörtssläktet bland potatisväxter, Monarda punctata bland kransblommiga växter och Psoralea tenuiflora bland ärtväxter. I North Carolina har den även observerats på Toxicodendron (tillhöriga sumakväxter) samt i Florida på ärtväxten vit sötväppling.

## Utbredning
Utbredningsområdet omfattar större delen av östra USA från Illinois och New York till Florida, västerut till Utah, samt södra Kanada norrut till Nova Scotia.